# Giuseppe Favati
Giuseppe Favati (Pisa, 1927 – Firenze, 11 novembre 2009) è stato uno scrittore, poeta e giornalista italiano.

## Biografia
Giuseppe Favati nasce a Pisa nel 1927. Autore molto versatile, si è particolarmente distinto in campo poetico fin dal suo esordio nel 1969 con Controbuio, unendo all'accentuato sperimentalismo e al gioco poetico il crudo realismo e l'impegno sociale. In ambito giornalistico si segnala il ruolo di redattore sulla rivista Il Ponte, la co-fondazione nel 1971 insieme a Giuseppe Zagarrio di Quasi e l'esperienza come segretario di redazione alla Nuova Repubblica. Più tardivo l'approdo alla narrativa con tre romanzi dati alle stampe tra il 2002 e il 2007 (Villandorme e Cartacanta, Per esempio, con la coda dell’occhio e Mater certa). Muore a Firenze l'11 novembre 2009.

## Opere

### Romanzi
- 2002 Villandorme e Cartacanta, Firenze, Il Ponte Editore
- 2005 Per esempio, con la coda dell’occhio, San Cesario di Lecce, Manni Editori[3]
- 2007 Mater certa, Firenze, Il Ponte Editore[4]

### Poesia
- 1969, Controbuio, Firenze, I Centauri
- 1972, Foglio di guardia, Manduria, Lacaita
- 1978, Ip(p)ogrammi, Firenze, Collettivo R
- 1988, ahi la foresta di Compiègne, Firenze, Vallecchi
- 1993, Consumest, Roma, Il Ventaglio
- 1995, Altr'aria per superstite, Firenze, Ed. d'autore
- 1998, Aria, Ariel, Roma, Fermenti; con sei tavole di Giulia Napoleone
- 2000, Ameleto,in nome dei padri, Firenze, Polistampa
- 2005, Salita verso chiesa plebana, Firenze, Edifir
- 2006, Ma noi ci conosciamo, Firenze, Altana Novecento Poesia

### Teatro
- 1982, Dialogo sui sistemi copernicani : commedia in due parti (all'interno di Ridotto, rivista mensile di cultura e di vita teatrale)
- 1998, Eva Chardonne : romanzo d'amor coniugale degli anni venti : due commedie, un atto, un monologo, Firenze, Polistampa

### Miscellanea
- 1966, Il fiume più largo del mondo, Firenze, Tipografia Giuntina (con Mario Strippini)
- 1970, I giorni della nostra vita di Marina Sereni (curatore)
- 1997, A richiesta generale, Firenze, Polistampa